# Kvinnor under första världskriget

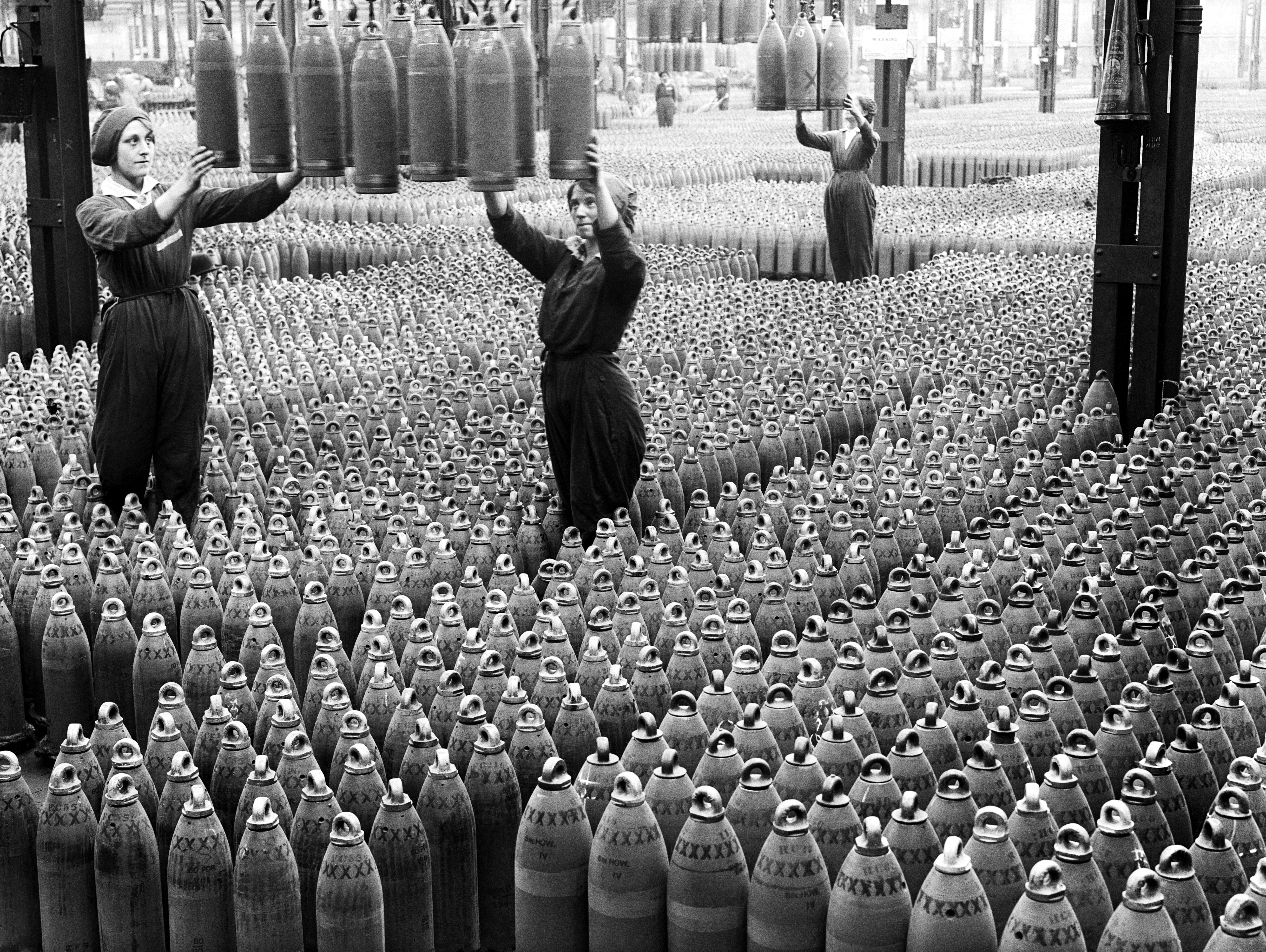
Kvinnor som monterar ammunition till artilleripjäser ("kanarieflickor").

Kvinnor under första världskriget arbetade civilt och tjänstgjorde militärt på flera sätt som skilde sig från framför allt tiden före första världskriget. I det civila arbetade kvinnor bland annat i tillverkningsindustrin och inom jordbruket, medan de i det militära tjänstgjorde som bland annat läkare, sjuksköterskor, översättare och i vissa specifika fall även på slagfälten. När första världskriget bröt ut saknade kvinnor i många länder rösträtt och rätten att delta i militär verksamhet. Många kvinnor kom att se kriget som en möjlighet att bli mer självständiga, få starkare politiska och medborgerliga rättigheter. Många såg även sin tjänstgöring som ett viktigt bidrag till försvaret av det egna landet.

## Hemmafronten

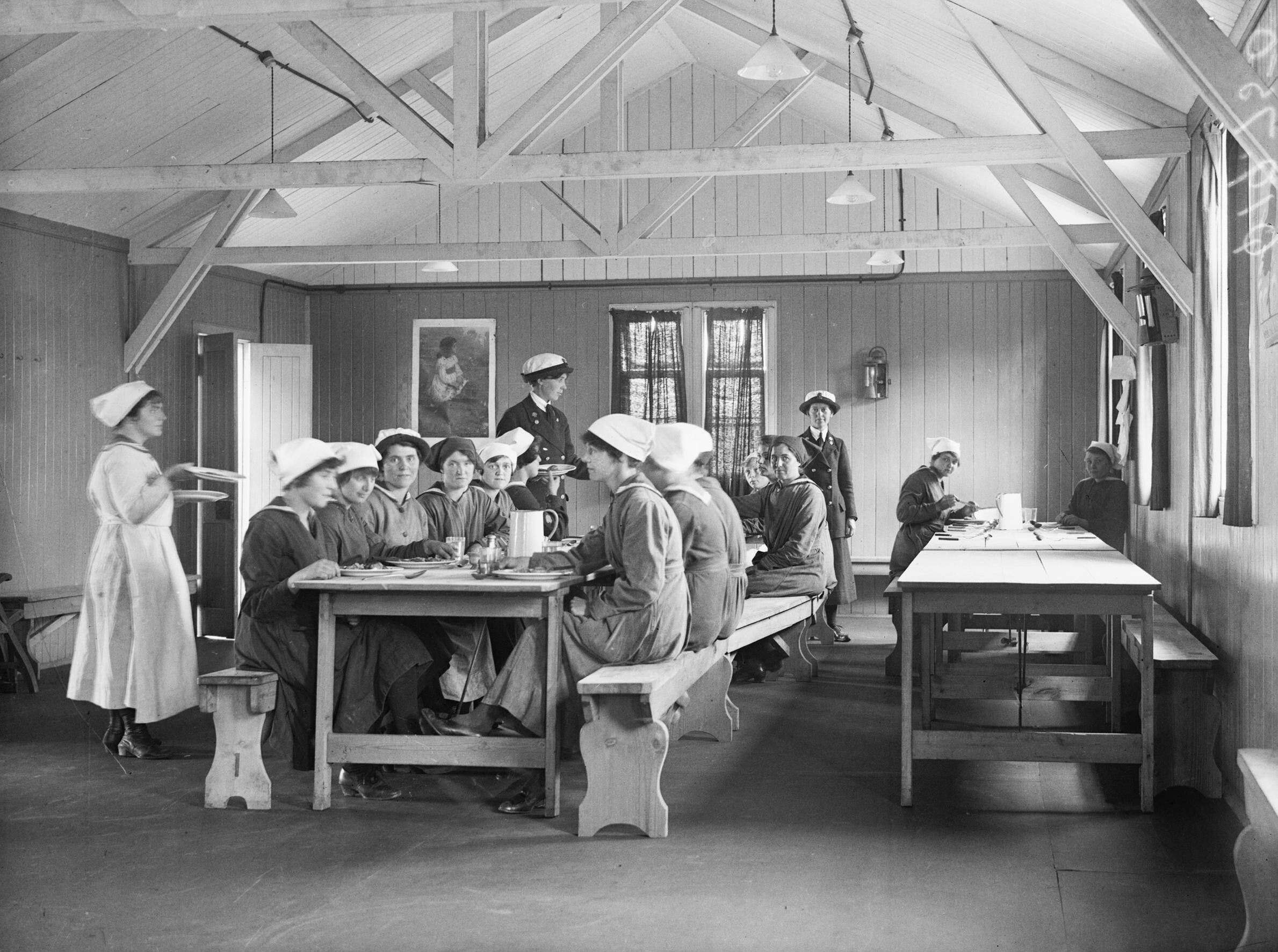
Kvinnor inom den brittiska flottan i Women's Royal Naval Service.

På hemmafronten i det egna landet utökades kvinnors möjlighet att arbeta i industrier och i jordbruket, inte minst då det rådde brist på arbetskraft när män kallades in i det militära. Ett exempel från Tyskland gällande vapentillverkaren Krupp visar utvecklingen från krigets start och framåt: år 1914 arbetade så gott som inga kvinnor i Krupps fabriker, medan de år 1917 utgjorde 30 procent av Krupps arbetsstyrka. Totalt arbetade cirka 1,4 miljoner kvinnor i Tyskland med krigsrelaterade arbeten år 1917.
I Storbritannien ökade antalet yrkesarbetande kvinnor från 3,3 miljoner år 1914 till 4,7 miljoner 1917. En stor andel av kvinnorna kom att arbeta med ammunitionstillverkning, särskilt från 1915 och framåt. År 1918 arbetade ungefär 1 miljon kvinnor med att tillverka ammunition av olika slag. Kriget öppnade även upp andra yrken för andra brittiska kvinnor, och under den här perioden dök de första kvinnliga poliserna i Storbritannien – Women's Patrols – upp. De kvinnliga poliserna arbetade till en början med att övervaka hur kvinnor uppförde sig runt bland annat fabriker och vandrarhem. Så småningom utökades polisverksamheten även till andra offentliga utrymmen som järnvägsstationer, gator och parker.

## Militärtjänstgöring

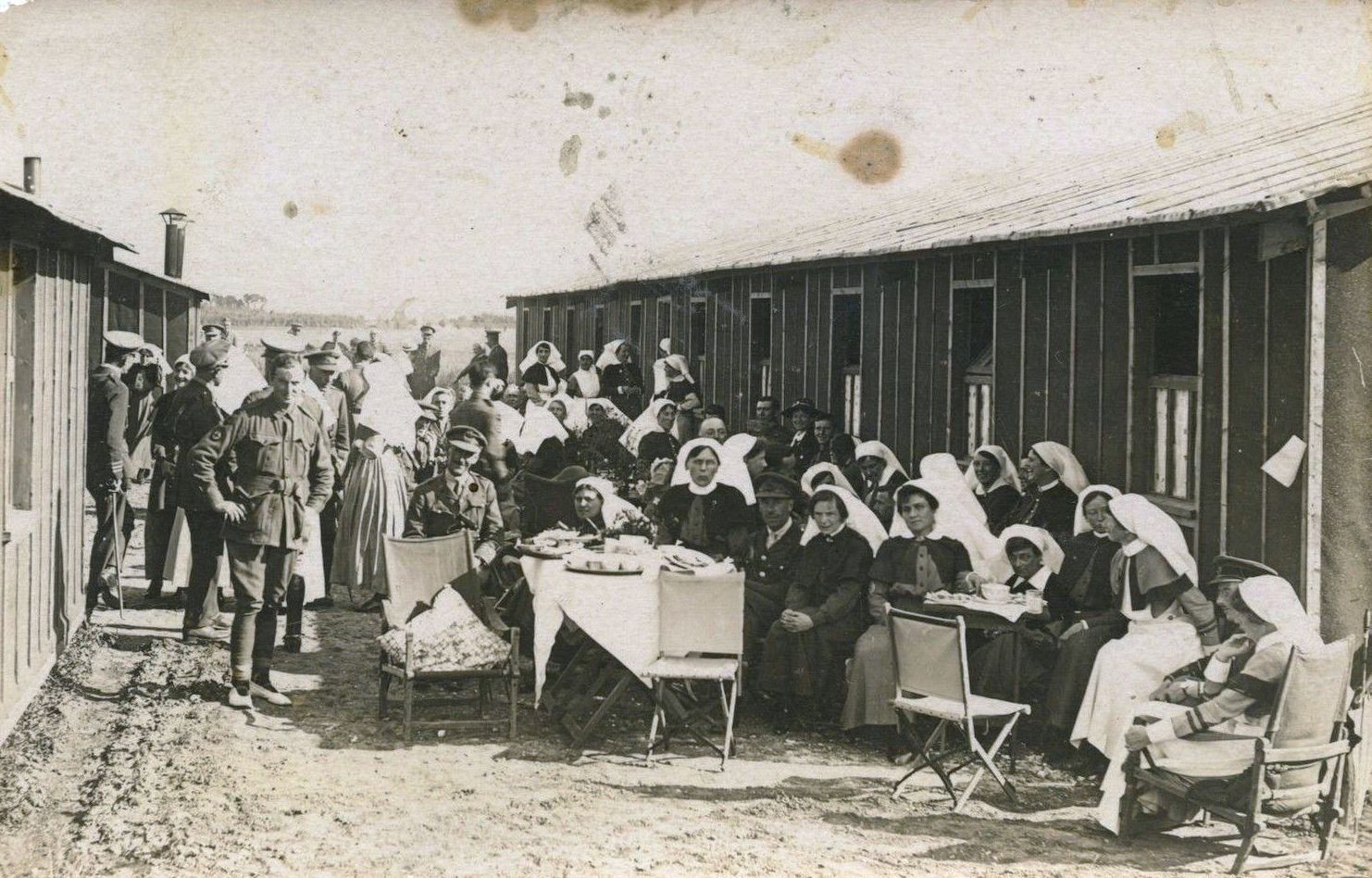
Militärsjukhus under första världskriget.

Många kvinnor ville arbeta mer direkt med militär verksamhet, vilket stötte på olika sorters motstånd. I Storbritannien öppnades steg för steg olika delar av militären upp, vilket till slut mynnade ut i tre militära grenar specifikt organiserade för kvinnor. Den första var Women's Army Auxiliary Corps som instiftades i december 1916 och öppnade upp för kvinnor att tjänstgöra vid fronten i Frankrike med olika uppgifter som tidigare utförts av manliga soldater. Inom flottan inrättades november 1917 Women's Royal Naval Service, och i april 1918 öppnades tjänstgöring inom flygvapnet genom skapandet av Women's Royal Air Force. Sammanlagt tjänstgjorde under kriget över 100 000 kvinnor i den brittiska militären.
Många kvinnor arbetade även vid de fältsjukhus som Röda korset, Frälsningsarmén och andra organisationer hade öppnat. Fältsjukhusen var starkt beroende av kvinnliga volontärer, inte minst sjuksköterskor. I olika utsträckning tjänstgjorde även betydande mängder kvinnliga läkare, även om motståndet mot kvinnor som läkare var betydande. Kvinnliga läkare förvägrades exempelvis tillgång till den amerikanska arméns medicinkår, vilket ledde till att kvinnorna sökte sig till den franska armén eller till någon av de humanitära hjälporganisationerna.

## Kampen för rösträtt

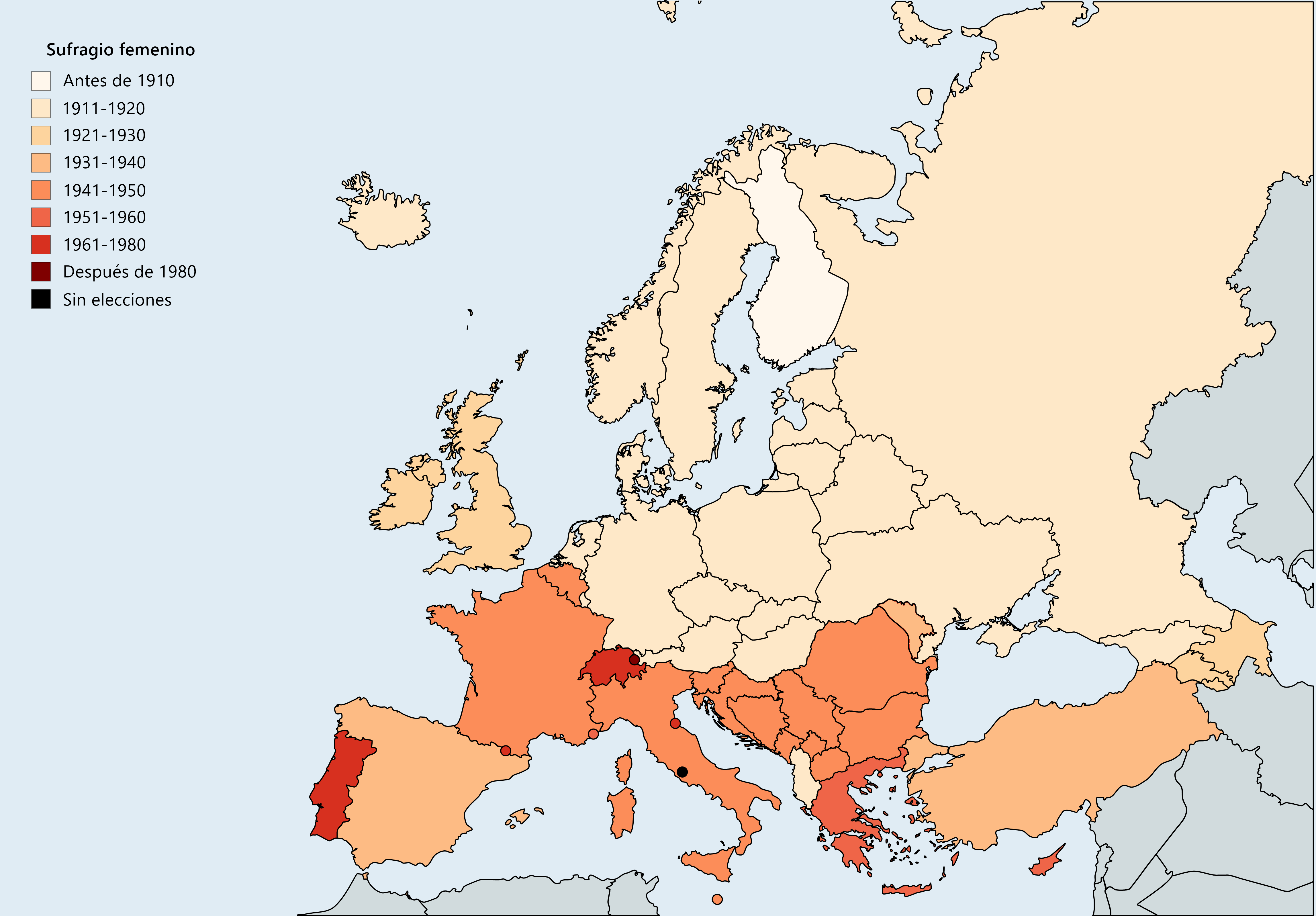
Karta över den kvinnliga rösträttens utbredning i Europa.

Ett stort antal länder införde lika rösträtt för kvinnor och män i slutet av eller just efter första världskriget, däribland Ryssland, Tyskland, Storbritannien, Sverige, Polen, Österrike, Nederländerna, Kanada, USA och Tjeckoslovakien. Av de här länderna var Ryssland först ut i juli 1917; där fick kvinnor rösträtt som en följd av februarirevolutionen, något som dock bara i praktiken varade fram till bolsjevikernas statskupp i november 1917. Före kriget var det bara fyra länder i världen med kvinnlig rösträtt: Nya Zeeland (1893), Australien (1902), Finland (1906) och Norge (1913). Även Danmark och Island införde kvinnlig rösträtt under kriget (1915).
En anledning till att kvinnornas krav på rösträtt ledde till reell politisk förändring var den roll som kvinnorna kom att fylla på fabriker, inom transportväsendet och jordbruket under kriget, när de ersatte män som blivit del av den militära mobiliseringen. Genom att visa att kvinnor var lika dugliga som män på en rad olika områden och i olika yrken stärktes också deras politiska status, vilket gav större kraft åt kraven på rösträtt och politisk jämställdhet. I bland annat Storbritannien sågs införandet av kvinnlig rösträtt 1918 som ett erkännande och en "belöning" till de insatser som kvinnorna gjort under krigets gång.
Vissa historiker menar dock att den kvinnliga rösträtten troligen hade införts även utan första världskriget, som en allmän utveckling mot demokrati i samband med det demokratiska styrelseskickets genombrott i början av 1900-talet.